# Natsuki Takaya
Natsuki Takaya (jap. 高屋 奈月 Takaya Natsuki; ur. 7 lipca 1973 w Tokio) – japońska mangaka, znana przede wszystkim z serii Fruits Basket.

## Biografia
Urodzona jako Nana Hatake, Takaya dorastała w Tokio, gdzie w 1992 roku zadebiutowała jako mangaka.
Jej manga Fruits Basket, której serializacja rozpoczęła się w 1998 roku, stała się jedną z najlepiej sprzedających się shōjo-mang w Ameryce Północnej. Seria doczekała się dwóch adaptacji anime: pierwsza, emitowana w 2001 roku, obejmowała jeden sezon liczący 26 odcinków, natomiast druga, która miała premierę w 2019 roku, została podzielona na trzy sezony i liczy łącznie 63 odcinki.
W 2001 roku Takaya otrzymała nagrodę Kōdansha Manga w kategorii shōjo za Fruits Basket. W notatce na marginesie mangi Fruits Basket ujawniono, że po publikacji szóstego tomu Natsuki Takaya złamała rękę, którą rysowała. Konieczna była operacja, co spowodowało krótką przerwę w wydawaniu serii. Autorka w pełni wyzdrowiała, jednak zauważyła, że po zabiegu pogorszył się jej charakter pisma.

## Twórczość
- Genei musō (jap. 幻影夢想) (1994–1997)[9]
- Tsubasa o motsu mono (jap. 翼を持つ者) (1995–1998)[10]
- Fruits Basket (jap. フルーツバスケット Furūtsu basuketto) (1998–2006)[11]
- Boku ga utau to kimi wa warau kara (jap. 僕が唄うと君は笑うから) (1998)[12]
- Hoshi wa utau (jap. 星は歌う) (2007–2011)[13]
- Liselotte to majo no mori (jap. リーゼロッテと魔女の森) (2011–2013)[14][15]
- Fruits Basket Another (jap. フルーツバスケットanother Furūtsu basuketto anazā) (2015–2019)[16][17]
- Fruits Basket: Mabudachi tokubetsu-hen (2019)
- Fruits Basket: Mabudachi tokubetsu-hen 2 (2020)
- Kakumo chiisaki sekai ni te (2023–2025)[18][19]